# Mammografi
Mammografi er en undersøgelse ved brug af røntgenstråling til at opdage brystkræft.